# Palingen
Palingen ist ein Ortsteil der Gemeinde Lüdersdorf (Eingemeindung 1960) in Mecklenburg-Vorpommern mit einer Fläche von 1410 Hektar und über 400 Einwohnern. Das Dorf liegt am südöstlichen Rand der Palinger Heide. Das Infanterie-Regiment „Lübeck“ (3. Hanseatisches) Nr. 162 nutzte die Palinger Heide als Truppenübungsplatz.
Das ehemalige Angerdorf, dessen früheste bauliche Zeugnisse (niederdeutsches Hallenhaus) aus dem 16. Jahrhundert sich im Unterdorf erhalten haben, wurde 1194 erstmals als Polengowe (Ort am Hain) im Isfriedschen Teilungsvertrag urkundlich erwähnt. 1301 wird das Dorf dann als Polinge in einem Register erwähnt. Darin wird die Aufgabe des Dorfes bei der Fleischversorgung des Ratzeburger Domkapitels festgeschrieben. 1347 befand sich Polingen überwiegend im Besitz von Lübecker Bürgern. 1444 wurde Palingen von 12, 1763 von 14 und 1823 von 18 Familien bewohnt. Bis zum Ende des Zweiten Weltkriegs hatte Palingen 15 Bauernstellen.
Im Laufe der Zeit vernichteten mehrere Brände teilweise die alten Bauernhäuser.

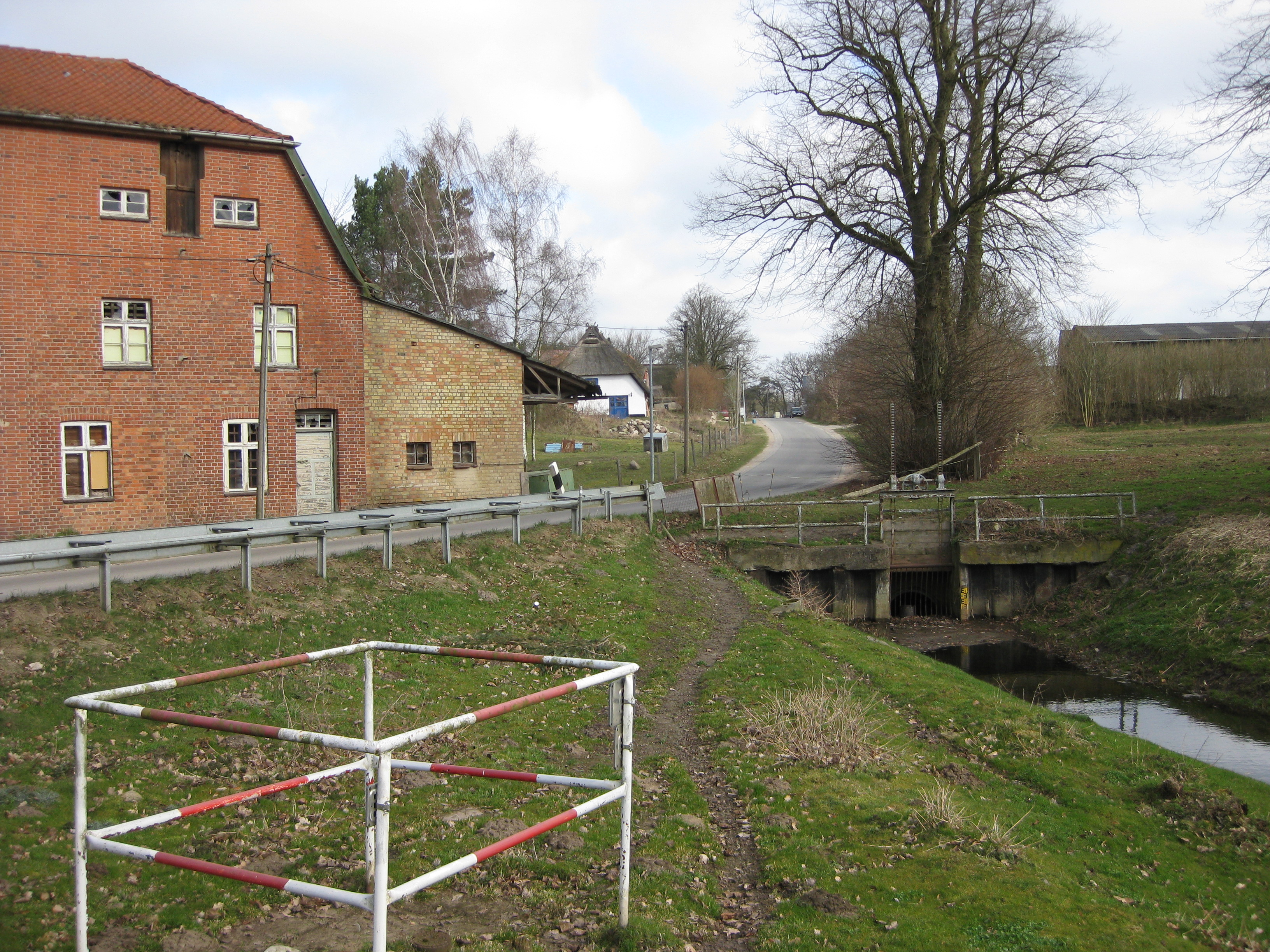
Ehemalige Wassermühle in Palingen

Die ersten Hinweise auf die Wassermühle im Oberdorf stammen aus dem Jahr 1444, als diese im Besitz der Molre (Möller) war. Später kam eine Windmühle hinzu. Wind- und Wassermühle wurden vom Müllermeister Paul Kähler 1892 zunächst gepachtet und 1904 gekauft und auf Motorkraft umgestellt. Die Windmühle brannte 1915 ab. Zwischen 1930 und 1952 führte sein Sohn August Kähler den Mühlenbetrieb weiter. 1952 wurde August Kähler nach Gielow bei Malchin zwangsumgesiedelt. Die Mühle war noch bis 1972 im Betrieb, u. a. geführt vom Lüdersburger Müller Arthur Meiburg.
In den 1920er Jahren spielte sich in Palingen einer der am meisten Aufsehen erregenden deutschen Kriminalfälle des 20. Jahrhunderts, der „Fall Jakubowski“, ab.
Während der DDR-Zeit war das Dorf Standort einer Grenzkompanie. Von 1950 bis 1960 fanden aufgrund der Ortslage im Sperrgebiet Umsiedlungen von Einwohnern an grenzfernere Orte statt.
Nach der Wiedervereinigung hat sich neben der fortgeführten Landwirtschaft der Pferdesport etabliert. Seit 2011 wird die Ortslage vom Landschaftsschutzgebiet Palinger Heide und Halbinsel Teschow umschlossen.
Im benachbarten Lübeck-Schlutup wurde nach 1945 der Palinger Weg nach dem damals durch die Zonengrenze unerreichbar gewordenen Ort benannt.